# Saint-Amant-de-Nouère
Saint-Amant-de-Nouère är en kommun i departementet Charente i regionen Nouvelle-Aquitaine i västra Frankrike. Kommunen ligger  i kantonen Hiersac som ligger i arrondissementet Angoulême. År 2022 hade Saint-Amant-de-Nouère 350 invånare.

## Befolkningsutveckling
Antalet invånare i kommunen Saint-Amant-de-Nouère
Referens:INSEE